# Kiiskilampi
Kiiskilampi eller Kiiskinlampi är en sjö i Finland. Den ligger i kommunen Sodankylä i landskapet Lappland, i den norra delen av landet, 800 km norr om huvudstaden Helsingfors. Kiiskinlampi ligger 227,3 meter över havet. Arean är 48,2 hektar och strandlinjen är 3,39 kilometer lång. Sjön  ingår i Kemi älvs huvudavrinningsområde. 